# Paseo de la Virgen del Puerto
El paseo de la Virgen del Puerto es una calle de la ciudad española de Madrid que se ubica en el margen izquierdo del río Manzanares. Va desde los inicios del puente de Toledo (en un acceso a la M-30) hasta el puente del Rey, acabando en la puerta de San Vicente. Su prolongación natural es el paseo de la Florida. En septiembre el paseo era lugar de peregrinación a la ermita de la Virgen del Puerto, costumbre que en el siglo xx se convirtió en la popular verbena de la Melonera.

## Historia
El paseo del puerto debe su nombre al puerto de Lisboa, lugar desde donde se trasladó la imagen de la virgen hasta Plasencia. El primer marqués de Vadillo logró hacer construir la ermita para que la imagen fuese colocada finalmente en su interior. El proyecto urbanístico de Carlos III en la zona pretendía unir el puente de Segovia con el camino de El Pardo haciendo que la entrada a Madrid por la Puerta de San Vicente fuese importante. De esta forma nace el paseo con la denominación de la ermita. Es muy posible que existiese el Paseo como un camino paralelo a la orilla derecha del manzanares. El trazado y ordenación urbanística de este paseo puede haberse debido posteriormente a Pedro de Ribera. El encargo realizado al joven arquitecto Pedro Ribera fue por una parte la ermita, y por otra la mejora urbanística de la zona.